# Aliyah
Aliyah (traslitterata anche come Aliyá, o Alià; in ebraico: עליה, "salita") è l'immigrazione o ritorno degli ebrei dalla diaspora verso la loro terra madre chiamata Terra di Israele (Eretz Yisrael), quest'ultima corrispondente all'area geografica della Palestina.

## Etimologia
Il termine deriva da Aliyah laReghel (ebraico: עליה לרגל), che significa "pellegrinaggio", in cui la "ascesa" si riferiva alla salita che si doveva compiere per raggiungere Gerusalemme durante i tre pellegrinaggi (Shalosh Regalim) prescritti per le festività di Pesach, Shavuot e Sukkot. Per l'azione opposta, ossia l'emigrazione da Israele, si utilizza il termine Yerida ("discesa").
La tradizione ebraica considera, infatti, il pellegrinaggio come un'ascesa, sia in senso geografico che spirituale. Secondo l'opinione comune, il senso geografico ha preceduto quello metaforico, poiché la maggior parte degli ebrei che si recavano in pellegrinaggio a Gerusalemme doveva salire a circa 750 metri sul livello del mare.
L'uso diffuso del termine Aliyah per descrivere l'immigrazione ebraica è dovuto all'opera Soziologie der Juden di Arthur Ruppin del 1930: è stata anche definita, da sociologi come Aryeh Tartakower, come un'immigrazione per il bene della comunità, indipendentemente dalla destinazione.
L'aliyah è un importante concetto della cultura ebraica e anche una componente fondamentale del sionismo. È sancito dalla Legge del ritorno israeliana, che riconosce a qualsiasi ebreo (considerato tale dalla halakhah o dalla legge secolare israeliana) e ai non ebrei idonei (figlio e nipote di un ebreo, coniuge di un ebreo, coniuge di un figlio di un ebreo e coniuge di un nipote di un ebreo) il diritto legale all'immigrazione assistita e all'insediamento in Israele, nonché alla cittadinanza israeliana. Molti ebrei religiosi sostengono l'aliyah come un ritorno alla Terra Promessa e la considerano come il compimento della promessa biblica di Dio ai discendenti dei patriarchi ebrei Abramo, Isacco e Giacobbe. Nahmanide (il Ramban) annovera l'aliyah nella sua enumerazione dei 613 comandamenti. Il Sifre afferma che la mitzvah (comandamento) di vivere in Eretz Yisrael è importante quanto tutte le altre mitzvot messe insieme. Ci sono molte mitzvot, come ad esempio la shmita, l'anno sabbatico per l'agricoltura, che possono essere eseguite solo in Israele.
Per generazioni di ebrei religiosi, l'aliyah è stata associata alla venuta del Messia ebraico. Gli ebrei pregavano per la venuta del loro Messia, che avrebbe riscattato la "Terra di Israele" e riportato l'ebraismo mondiale sotto una teocrazia halachica. Nel discorso sionista, il termine aliyah comprende sia l'immigrazione volontaria per motivi ideologici, emotivi, o pratici, sia la fuga in massa di ebrei perseguitati. La stragrande maggioranza delle famiglie degli ebrei israeliani affonda le radici recenti al di fuori del Paese e sebbene abbiano scelto di stabilirsi in Israele piuttosto che altrove, molti non hanno avuto scelta nel lasciare i loro precedenti Paesi d'origine. Sebbene Israele sia comunemente riconosciuto come "un Paese di immigrati", è anche, in larga misura, un Paese di rifugiati, compresi i rifugiati interni. I cittadini israeliani che sposano persone di origine palestinese, nate nei territori occupati da Israele e in possesso di documenti d'identità palestinesi, devono rinunciare alla residenza israeliana per poter vivere e viaggiare insieme ai loro coniugi.

## Olim
Gli ebrei che migrano in Israele, e fanno quindi aliyah, sono detti olìm hadashìm (plurale di olè hadàsh al maschile, oppure olòt hadashòt e olà hadashà al femminile), ovvero "nuovi arrivati", spesso abbreviato in olim.

## Dalla tradizione alla legge
Il ritorno in massa degli ebrei in Terra di Israele è una costante della tradizione religiosa ebraica scritta e orale, in genere associata alla venuta del Messia. Per molti rabbini, e comunque per i laici, il sionismo è appunto l'inizio dell'era messianica. Nel 1950 lo Stato di Israele ha codificato l'aliyah (e la cittadinanza) come un diritto di ogni ebreo nella legge del ritorno. Israele è in effetti un paese di immigrati (per ragioni religiose o, dal 1882, sioniste) o, più propriamente, un paese di profughi (dal 1933).

### Periodizzazione
L'immigrazione sionista è scandita come segue (con la motivazione prevalente fra gli immigrati):
- Prima Aliyah (1881-1903), per i pogrom del 1880-1882
- Seconda Aliyah (1904-1914), per i pogrom del 1903-1906
- Terza Aliyah (1919-1923), per la Rivoluzione russa e la successiva guerra civile
- Quarta Aliyah (1924-1928), per l'aumento del nazionalismo antisemita dopo la prima guerra mondiale
- Quinta Aliyah (1929-1939), per l'ascesa del nazismo e la chiusura degli Stati Uniti (causa Grande depressione)
- Aliyah Bet (1933-1948) ossia "B", clandestina (Ha'apala), in due fasi: prima della Shoah (1934-1942) e dopo (1945-1948)
- Kibbutz Galuyot (1948-1950) ossia rientro degli esiliati, a seguito dell'instaurazione del socialismo reale reale in Europa centro-orientale, e soprattutto a causa dell'antisionismo arabo ("operazione Tappeto Volante")